# Нойдорф-Клёстерлих
Но́йдорф-Клёстерлих или Но́ва-Вес (нем. Neudorf Klösterlich; в.-луж. Nowa Wjes) — сельский населённый пункт в статусе городского района Виттихенау, район Баутцен, федеральная земля Саксония, Германия.

## География
Находится примерно в двух километрах северо-западнее Виттихенау и семи километрах южнее Хойерсверды. На западе от деревни находятся два рыбных озера Srjedźny hat и Kubicec hat, за которыми расположен биосферный заповедник «Дубрингер-Мор». На востоке от деревни протекает река Шварце-Эльстер (серболужицкое наименование — Чорны-Гальштров) и проходит автомобильная дорога B95.
Соседние населённые пункты: на севере — деревня Дёргенхаузен (Немцы, в городских границах Хойерсверды), на востоке — деревня Шпола (Спале, в городских границах Виттихенау), на юго-востоке — Виттихенау и деревня Койла (Куловц, в городских границах Виттихенау).

## История
Впервые упоминается в 1264 году под наименованием «nova villa juxta Witigennowe». В средние века деревня принадлежала женскому монастырю Мариенштерн. После Венского конгресса деревня перешла в 1815 году в состав Прусского королевства. В июле 1952 года была включена в состав Виттихенау, с которым находилась в общине Хойерсверда района Котбус. С 1996 по 2008 года находилась в районе Каменц, в 2008 году передана в район Баутцен.
В настоящее время деревня входит в состав культурно-территориальной автономии «Лужицкая поселенческая область», на территории которой действуют законодательные акты земель Саксонии и Бранденбурга, содействующие сохранению лужицких языков и культуры лужичан.
Исторические немецкие наименования
- nova villa juxta Witigennowe, 1264
- Nuwendorf, 1374
- Nawindorff by Witchenaw, 1433
- Neudorf bey Wittgenau, 1768
- Klösterlich Neudorf, 1925

## Население
Официальным языком в населённом пункте, помимо немецкого, является также верхнелужицкий язык.
Согласно статистическому сочинению «Dodawki k statisticy a etnografiji łužickich Serbow» Арношта Муки в 1884 году в деревне проживало 92 жителей (из них — 84 лужичан (91 %)).
Лужицкий демограф Арношт Черник в своём сочинении «Die Entwicklung der sorbischen Bevölkerung» указывает, что в 1956 году при общей численности в 353 жителей серболужицкое население деревни составляло 45,3 % (из них 103 взрослых владели активно верхнелужицким языком, 18 взрослых — пассивно; 39 несовершеннолетних свободно владели языком).
| 1825 | 1871 | 1885 | 1905 | 1925 | 1939 | 1946 | 2011 | 2016 |
| ---- | ---- | ---- | ---- | ---- | ---- | ---- | ---- | ---- |
| 81   | 94   | 93   | 74   | 84   | 83   | 106  | 78   | 82   |

## Достопримечательности
Культурные памятники федеральной земли Саксония
Всего в населённом пункте находятся четыре объекта памятников культуры и истории:
| № | Объект            | Немецкое наименование | Датировка | Месторасположение      | Номер объекта в реестре | Фото |
| - | ----------------- | --------------------- | --------- | ---------------------- | ----------------------- | ---- |
| 1 | Дорожное распятие | Betkreuz              | 1876 год  | Neudorf-Klösterlich 1  | 08990481                |      |
| 2 | Дорожное распятие | Betkreuz              | 1869 год  | Neudorf-Klösterlich 7  | 08990476                |      |
| 3 | Дорожное распятие | Betkreuz              | 1845 год  | Neudorf-Klösterlich 11 | 08990477                |      |
| 4 | Жилой дом         | Bauernhaus            | 1875 год  | Neudorf-Klösterlich 20 | 08990479                |      |